# Rio Uvu
O rio Uvu é um curso de água cuja nascente esta localizado na cidade de Curitiba, no bairro São Braz. Sua extensão total é de 6 km, percorrendo os bairros curitibanos das Mercês, Santa Felicidade e Cascatinha e deságua na margem direito do Rio Barigui. O Uvu é o principal afluente da bacia do Rio Barigui e suas águas ajudam a formar a lagoa do Parque Barigui.

## Etimologia
Uvu vem do tupi-guarani que significa "água que brota da terra".